# Departamento Rawson (Chubut)
Das Departamento Rawson liegt im Osten der Provinz Chubut im Süden Argentiniens und ist eine der 15 Verwaltungseinheiten der Provinz.
Es grenzt im Norden an das Departamento Biedma, im Osten an den Atlantischen Ozean, im Süden an das Departamento Florentino Ameghino und im Westen an das Departamento Gaiman.
Die Hauptstadt des Departamento Rawson ist Rawson.

## Bevölkerung

### Übersicht
Das Ergebnis der Volkszählung 2022 ist noch nicht bekannt. Bei der Volkszählung 2010 war das Geschlechterverhältnis mit 64.396 männlichen und 66.917 weiblichen Einwohnern recht ausgeglichen.
Nach Altersgruppen verteilte sich die Einwohnerschaft auf 34.262 (26,1 %) Personen im Alter von 0 bis 14 Jahren, 86.612 (66,0 %) Personen im Alter von 20 bis 64 Jahren und 10.439 (7,9 %) Personen von 65 Jahren und mehr.

### Bevölkerungsentwicklung
Das Gebiet ist dünn besiedelt und die Bevölkerung wächst nicht besonders stark. Die Schätzungen des INDEC gehen von einer Bevölkerungszahl von 146.455 Einwohnern per 1. Juli 2022 aus.
| Jahr | 1895  | 1914  | 1947  | 1960   | 1970   | 1980   | 1991    | 2001    | 2010    | 2022    |
| Einwohner                                                                                                | 1.413 | 7.226 | 9.605 | 17.155 | 34.361 | 67.991 | 100.243 | 115.829 | 131.148 | k. Ang. |
| Bevölkerungsentwicklung des Departements seit 1895; Quelle: Ergebnisse der Volkszählungen in Argentinien |       |       |       |        |        |        |         |         |         |         |

## Städte und Gemeinden
Das Departamento Rawson ist in folgende Gemeinden aufgeteilt:
- Playa Unión
- Puerto Rawson
- Rawson
- Trelew
- Punta Ninfas
- Playa Santa Isabel
- Playa El Faro